# 카구라 치즈루
카구라 치즈루(일본어: 神楽ちづる, 神楽千鶴,신락 천학)는 더 킹 오브 파이터즈의 등장인물이다.

## 프로필
- 격투 스타일 : 카구라류 고무술
- 키 : 169cm
- 몸무게 : 52kg
- 혈액형 : AB형
- 나이 : 21세
- 좋아하는음식 : 매운 음식
- 싫어하는 것 : 불합리한 일
- 취미 : 수면, 바이크 레이싱
- 국적 : 일본
- 특기 스포츠 : 바이크 레이싱
- 일본성우 : 사이토 아키코 -> 스가와 유키코

## 캐릭터 이야기
카구라(야타)류 고무술의 후계자.「카구라」라고 하는 것은 가명(공식상의 성)으로, 본명은 「야타」. 구사나기 가문이 「쿠사나기검」을, 야가미 가문이 「곡옥」을 수호하듯이, 카구라(야타) 가문 도 삼종의 신기의 하나인 「야타의 거울」을 수호하는 일족이다. 카구라가의 당주는 대대, 일란성 쌍둥이 여성이 잇게 되어 있다. 나이는 21살로  쿠사나기 쿄나 야가미 이오리보다 연상이다.
카구라 가문은, 쿠사나기 가와 야가미 가의 660년의 긴 세월에 걸친 싸움을 알면서, 그 어느 쪽에도 가담하지 않았다.(모 만화의 코쵸 시노부랑 상황은 다르지만... 비슷비슷하다......?) 쿠사나기와 야가미의 싸움이 무의미한 것이다고 생각하고 있던 때문이다. 현재도, 쿄와 이오리의 싸움을 바람직한 것이라고 생각하지 않고, 2명에 대해, 삼종의 신기의 숙명을 짊어지는 사람으로서 본래의 숙명에 눈을 떠 오로치 타도를 위해서 인연을 넘어서 손을 잡도록 설득하고 있다. 그렇지만, 2명의 싸움은 「집안끼리의 싸움」으로 발단하는 것이 아니고, 「쿄과 이오리의 개인적인 인연」도 있어, 2명의 인연의 전에는 오로치나 신기의 숙명 등이라고 하는 이야기는 아무 인연이 없어, 이오리는 물론, 어느 정도는 이해를 나타내는 쿄에게도 거절되었다.
오로치 사천왕의 한명인 게닛츠에 의해서 쌍둥이의 언니 마키가 살해되고, 오로치의 봉인이 풀려 활동을 재개한 오로치 일족에게 대항 가능한 한의 힘을 가진 인재를 모으기 위해 격투 대회 더 킹 오브 파이터즈 96을 개최, 결승전의 뒤에 그들의 능력을 시험한다(게임상의 입장은 중간 보스). 그 후, 갑자기 대회장에 나타난 게닛츠와 대결해, 그를 쓰려뜨렸다.
그 다음 해에 오로치와의 결전을 위해 KOF를 다시 개최, 이번은 일반의 도전자로서 출장한다(더 킹 오브 파이터즈 97). 그 중에 오로치 사천왕의 나머지 3명(나나카세 야시로, 쉘미, 크리스)에 의해서 부활한 오로치와 대결. 쿠사나기 쿄와 야가미 이오리, 치즈루 카구라에 의해서, 오로치의 봉인에 성공한다. 그 다음은 표면화한 활동은 하지 않고 오로치의 봉인의 감시를 하고 있었지만, 갑자기 KOF를 개최한다(더 킹 오브 파이터즈 2003). 그러나, 그것은 「저 머나먼 땅에서 온자들」의 일원인 보탄에 의해 조종된 행위였다. 결과적으로 오로치가 해방되어 버려, 그 때에 부상을 당했을 때, 애쉬 크림슨에 의해 신기의 힘이 강탈되어 버린다. 다행히 생명에 이상은 없기는 했지만, 신기의 힘을 빼앗긴 지금은 쿄와 이오리를 대등하게 이야기할 수 있는 입장은 아니라고 느끼고, 2명의 일을 잘 알고 있는 야부키 신고가 뒤의 일을 인수했다.
소설판(저자：우레시노 아키히코)에서는, 더 킹 오브 파이터즈 97에서 위험한 장소에서 계속 싸우려고 하는 쿄와 이오리를 멈출 수가 없었고, 그대로 방치로 한 일(그 후, 2명은 행방 불명이 되었다)을 후회하면서 살아 있었지만, kof 99에는 니카이도 베니마루의 의뢰를 받아 베니마루, 신고와 팀을 짜 KOF에 출장해 한다. 몇 번이나 베니마루를 설득해지고 있지만, 넌지시 다루고 있다. 단지, 이때 의 모습은 그렇지만도 않게 받는 일도 할 수 있어 우레시노가 스토리를 감수 하고 있는 「더 킹 오브 파이터즈 XII」에 대해서는, 베니마루의 스토리는 베니마루와 데이트를 한다. 또, 같은 작품에서는 베니마루에게 쿄의 일을 부탁하고 있다.
구 SNK 시대에 발매된 더 킹 오브 파이터즈 97의 드라마 CD에서는 신고에도 한 눈 반해 되고 있어 야마자키 류지에게 습격당했을 때에는 몸을 헌신해 감싸 준 일이 있었다.
초기설정에서는 쿠사나기, 야가미의 두명과 같이 불길의 기술을 사용하는 캐릭터의 예정이었다. 설정화에 「치즈루의 경우는 화약은 입술에 바르고 있다」라고 한 취지의 기재가 있어, 적어도 「kof 96」의 개발 단계에서는, 삼신기 캐릭터들의 불길의 기술은 화약과 불씨에 의하는 것이라고 하는 설정이 되어 있던 것 듯한다.
SMAP의 멤버 카토리 신고의 팬. 그 때문에인지, 소설판에서는 야부키 신고에 대해서 「이름은 좋아」라고 농담인 체한 발언을 하고 있다.
카구라(야타)가문의 집 자체는 그다지 크지는 않기는 하지만, 정계 등에 폭넓은 커넥션을 가지고 있는 가문인 것 같다.
CD드라마 더 킹 오브 파이터즈 97에서는 간사하고, 자기 멋대로인 성격이 그려져 있다. 또, 15층으로부터 보통으로 들어가거나 목욕통으로부터 나타나거나 엉뚱한 행동을 보통으로 취하는 일면도 있다.
바이크를 좋아한다는게 왠지 옆동네(네스츠 사가)의 그 여고생(앙헬)이 생각난다..
다만 그뒤에 레이싱이란 말이 붙긴했지만.. 